# Flotthöljeskogen
Flotthöljeskogen är ett naturreservat i Hudiksvalls kommun i Gävleborgs län.
Området är naturskyddat sedan 2019 och är 59 hektar stort. Reservatet ligger på en nordsluttning ner mot Svågan och består av hällmarkstallskog och äldre granskog med inslag av lövträd som björk, asp och sälg.